# 睾丸
睾丸是雄性動物生殖器官及生殖腺的一部份，是雌性卵巢的同源器官，主要作用是產生精子和分泌雄性激素（主要是睾酮），对生殖和维持第二性征有着重要意义。
大多数脊椎动物有一对睾丸，在胚胎时期出现在腹腔背部。随着生长发育，大部分哺乳动物（包括人类）的睾丸会逐渐下沉而由精索悬于阴囊中，左右各一。

## 组织学和解剖学结构

精子从生殖细胞起源到通过输精管迁移动画。 A) 血管；B) 附睾头；C) 睾丸输出小管；D) 直精小管；E) 睾丸鞘膜壁层；F) 睾丸鞘膜脏层；G) 睾丸鞘膜腔；H) 睾丸白膜；I) 睾丸小叶；J) 附睾尾；K) 附睾体；L) 睾丸网；M) 输精管。

男性的睾丸位于阴囊中，左右各一，为微扁的椭圆体，右侧睾丸可常见体积稍大，位置稍高，这可能有助于减小双侧睾丸在大腿间的挤压。睾丸表面有睾丸被膜，分鞘膜脏层、白膜和血管膜三层。白膜在睾丸的后缘增厚形成睾丸纵隔，并由此呈放射状伸入睾丸实质中，形呈小叶隔（septum）分睾丸为若干个锥形小叶，小叶内有数条精曲小管（即生精小管，seminiferous tubule）。在睾丸纵隔处，精曲小管汇合为直精小管（也有称精直小管,Straight tubule），直精小管进一步吻合交织形成睾丸网(Rete testis)，从睾丸网发出8～12条睾丸输出小管(Efferent ductules)，从睾丸后缘上部伸出，进入附睾。精子在生精小管中产生，沿直精小管、睾丸网、睾丸输出小管运动，临时储存在附睾中约12天，并逐渐生化成熟；射精时，精子进入输精管，经前列腺进入尿道，最终排出体外。

### 睾丸间质
睾丸间质细胞也称莱迪西细胞，主要功能是合成雄激素，但也能合成少量雌激素。雄激素主要包括睾酮、雄烯二酮、双氢睾酮。睾丸分泌的睾酮是血液中睾酮的主要来源，其余的睾酮由肾上腺皮质网状带细胞所分泌。睾酮有维持精子发生、男性第二性征和性功能的作用。
男性有两个不同的雄激素产生时期：胎儿期和成年期，分别由胎儿间质细胞和成体间质细胞产生。胎儿间质细胞产生的高水平雄激素参与性别分化，雄激素水平随着胎儿间质细胞数量的下降而逐渐下降，在产后达到最低值。产后，新生儿睾丸干细胞逐渐增殖分化补充成体间质细胞，雄激素水平逐渐上升直至最高值。成体间质细胞为恒定细胞，很少被替换。

### 血-睾屏障
类似于血-脑屏障，血-睾屏障由生精小管中支持细胞间的紧密连接构成，阻止有害物质从血液到达精原、精母细胞，阻止精子进入血流。

### 血液供应和淋巴
睾丸动脉源自腹主动脉，随睾丸下降至阴囊，分布于睾丸和附睾。睾丸和附睾的静脉称蔓状静脉丛，经精索进入盆腔汇合成睾丸静脉，左侧汇入左肾静脉，右侧汇入下腔静脉。淋巴管经精索，注入腰总淋巴结和髂总淋巴结。

### 提睾肌
提睾肌位于精索内外筋膜之间，在低温、提睾反射、恐惧和性高潮时，提睾肌收缩，将睾丸拉向腹股沟管。

## 睾丸的发生

### 性别决定与细胞分化
在人胚胎的第六周，起源于卵黄囊周围区域的原始生殖细胞沿后肠的被系膜迁入位于背侧肠系膜两旁的初级性索，此时生殖腺处于未分化期，男女均有两套生殖管道。Y染色体短臂上的Y性别决定区（SRY）产物睾丸决定因子促进初级性索发育成为睾丸索，渐分化为生精小管（此时尚为原始生殖细胞和支持细胞构成实心细胞索，持续至青春期前）。胚胎第八周时，由表面上皮分化出睾丸白膜，生精小管间分化出现睾丸间质细胞并开始分泌雄激素。
DMRT1基因对于ZW性别决定系统和XY性别决定系统的动物的睾丸发生均有重要意义。在鸟类中，性别由Z和W染色体决定，1999年，nanda等人发现了鸡Z染色体上的DMRT1基因是鸡关键性别决定因素，该基因也存在于哺乳动物基因组常染色体上，对于人则是在9号染色体上。该基因对于哺乳动物SRY启动的睾丸形成途径有着重要意义，单拷贝或是双拷贝缺失均可以导致睾丸形成异常和女性化。
ZZ-ZW性别决定系统不仅限于鸟类，在脊椎动物中、爬行动物以及一些鱼类和两栖动物也发现了类似的性别决定系统。鳄鱼和大多数海龟的性别决定机制更为独特，由卵孵化温度决定。
蟋蟀、蚱蜢和其他一些昆虫还使用单染色体（XX/XO）性别决定系统，雄性只有一条性染色体，记为XO。

### 睾丸下降
睾丸下降可分为经腹阶段（5～18周）和腹股沟阴囊阶段（26～约33周），受激素调控。经腹阶段依赖于非雄激素，中胚层细胞在生殖腺的尾端至阴囊形成一索状结构，称引带，随着胚胎的发育、引带球的形成，引带绝对、相对缩短，从而将生殖腺从腹腔拉向阴囊。腹股沟阴囊阶段依赖于雄激素，腹膜向阴囊凸起形成睾丸鞘突凸起。睾丸在降入阴囊后，腹腔和鞘膜腔间通道逐渐闭锁。出生后，应定期检查睾丸是否正常下降至阴囊，若出生后3～5月内仍未降至阴囊，即为隐睾症。早产儿有更高的概率患此畸形。
哺乳动物是唯一一种睾丸从其发生处下降到阴囊的动物。各种哺乳动物的睾丸下降程度不同：
- 在腹腔位置原位几乎不下降（单孔类动物、大象和蹄兔）
- 迁移到腹腔尾端（犰狳、鲸鱼和海豚）
- 仅有腹壁迁移（刺猬、鼹鼠、海豹）
- 形成肛门下肿胀（猪、啮齿动物）
- 有明显阴囊的发育（灵长类动物、狗、反刍动物）

## 人类睾丸与内分泌
来自下丘脑的促性腺激素释放激素（GnRH）刺激垂体产生黄体生成素（LH）和卵泡刺激素（FSH）。LH经血流运输到睾丸后，刺激睾丸间质细胞产生睾酮，睾酮可以作为雄激素，也可以芳香化成为雌激素（如在塞利托细胞中）。睾丸通过睾酮和抑制素对下丘脑和垂体负反馈抑制GnRH的产生。雄激素和 FSH 都作用于支持细胞内的受体，以刺激精子产生所需的各种功能。
雄激素是促进男性第二性征发育的主要激素，由于男性有一对睾丸，即使失去一颗睾丸，男性仍然有可能保持其男性特征，这被称之为Monorchism。
由于大部分的雄激素由睾丸产生，在一些可能需要减少雄激素的分泌如女性化性别肯定手术情况下可以行睾丸切除术。仅是出于避孕的目的而进行的输精管切除术或输精管结扎术通常不会对睾丸的内分泌功能产生影响。

## 精子的发生
睾丸功能正常的健康成年男性平均每次心跳即可产生约1000个精子。精子产生于生精小管的生精上皮，生精小管为高度蟠曲的细长小管，生精上皮是生精小管的主要结构，由支持细胞、数层生精细胞、基膜和外侧的胶原以及肌样细胞构成。
通常认为，精子发生历经精原细胞的增殖、精母细胞减数分裂、精子形成三个阶段。最初的精原细胞贴近基底膜，分A、B两型。A型精原细胞可再细分为亮A型/暗A型精原细胞。暗A型细胞，具有深染（H&E染色）的细胞核，这些细胞是储备精原干细胞，通常不进行活跃的有丝分裂；亮A型细胞，细胞核浅染，这些是进行活跃有丝分裂的精原干细胞。一部分亮A型细胞作为干细胞持续分裂，另一部分则再分化成为B型精原细胞，B型精原细胞经过有丝分裂生成初级精母细胞。在最后的几次有丝分裂中，不同与一般的有丝分裂，胞质分裂并不完全，连接部称胞质桥,这是后续同源群现象（以胞质桥相连的细胞同步发育、成熟、释放）和毒物处理后多核巨细胞生成的基础。
生精细胞在生精上皮中严格有序排列，同一时相的生精细胞可在生精小管空间周期性地出现，这种现象称为“生精波”。可在生精小管空间上顺序观察到人精子的发生过程，但在其它一些动物（如狗）中顺序性稍差。一个生精上皮周期约为62～70天，在一个周期的时间内，对睾丸的损伤不能及时地体现在精子的质量上。考虑精子进入、通过附睾需要约14天时间，有关损伤/抑制的观察应等待至少上述两时间之和。
通常，哺乳动物的睾丸必须在低于核心体温 2–6 °C的情况下，才可以产生正常的精子。例如，小鼠的核心体温为36.6℃，而睾丸温度为34℃。在高于 37°C 下产生的精子都具有低活力，具有高水平未修复的DNA断裂并无法完成减数分裂 ；而在 38°C 下产生的精子将因DNA错误过多而被细胞凋亡杀死。悬挂于阴囊中和蔓状静脉丛的蔓状结构，将有助于维持睾丸的相对低温。由于睾丸和附睾功能被证明对仅几度的温度升高就非常敏感，如果男性经常穿紧身内裤等不利于睾丸散热等衣物，会影响精子的品質和数量，因而影响生殖能力。

### 睾丸微生物组
人类睾丸并非处于无菌环境中，正常男性睾丸中发现的少量细菌有放线菌门、拟杆菌门、厚壁菌门、变形菌门 。不同的研究可能有不同的微生物组的发现，如Shun-Long Wengd等人的研究发现所有精液样品中含量最多的菌属于乳酸菌属（19.9%）、假单胞菌属（9.85%）、普雷沃菌属（8.51%）和加德纳菌属（4.21%），但精子菌群可能并不能直接代表睾丸菌群。睾丸微生物组的失调或与精液质量和无精症有关。有研究认为，肠道微生物组可以通过肠道-睾丸轴影响精子的质量。

## 有关疾病
- 附睾炎[52]
- 睾丸炎[52]
- 睾丸瘀伤（英语：Testicular trauma）[53]
- 睾丸破裂（英语：Testicular rupture）[54]
- 睾丸扭转[52]
- 睾丸癌[52]
- 睾丸畸胎瘤[55][56]
- 绒毛膜癌[57]
- 睾丸鞘膜積液[52]
- 隐睾[29]

## 历史与医学
在中国古代，成為太监的條件一般是把陰莖連同睪丸一起切除，该过程称为去势。他們大多會在青春期前去勢，令身體欠缺睪酮，使之後來的體脂肪比例更為貼近女性。
在古代欧洲的基督宗教，为了让男性唱诗班成员长大不会变声，而把他们的睾丸割去，例如去勢男高音。

## 文化
睪丸又俗稱蛋、蛋蛋、鳥蛋、双蛋。
在中文語境當中，「男人和女人平均有一顆睪丸」或類似的變體有時會出現在對統計誤用的討論中，一些人會以這句話來反諷可能正確但毫無意義的平均值。然而，男人和女人的睪丸中位數也是一顆。因此，若以這句說話反諷平均值的不平等，其實也是毫無意義的。
二戰期間，英國曾將《柏忌上校進行曲》改編為一首以睾丸為題材，嘲諷希特勒和其他納粹德國高官的歌曲《希特勒只有一顆蛋》。

## 其它动物

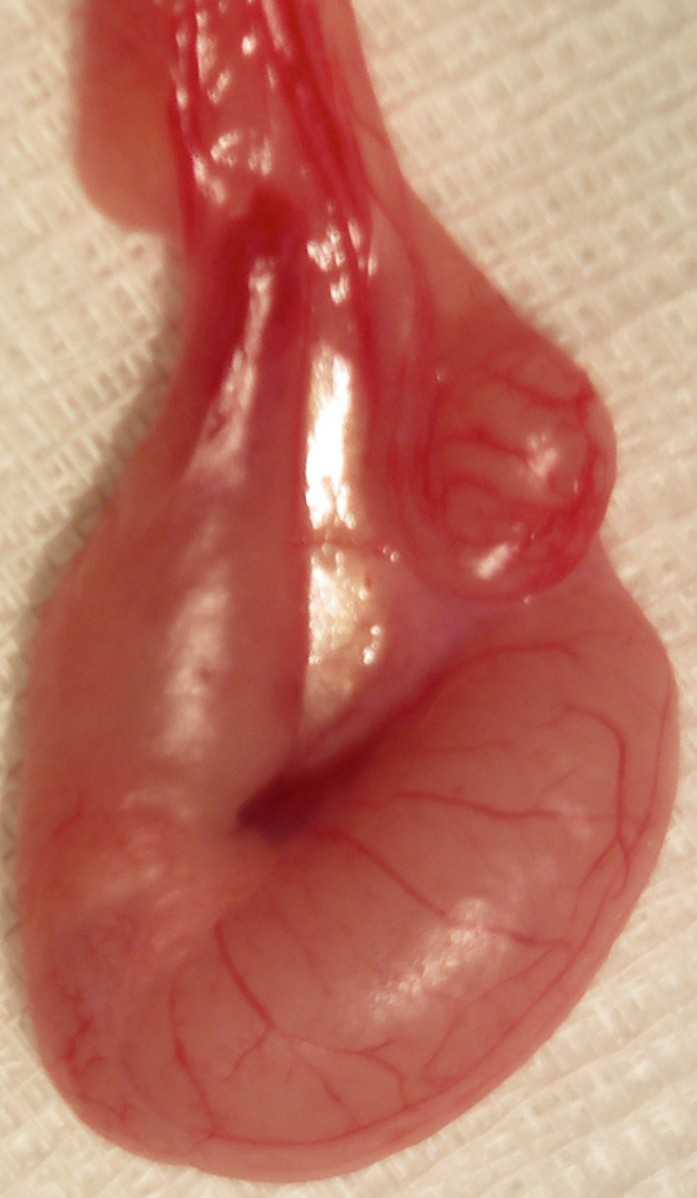
家兔的睾丸及附睾

爬行类和哺乳类一样，都具有一对精巢，呈卵圆形。对于大部分哺乳动物，睾丸会下降到阴囊以保持相对较低的温度，但大象是个例外。有观点认为，大象TP53基因拷贝数的增加可能有助于稳定的精子的发生。

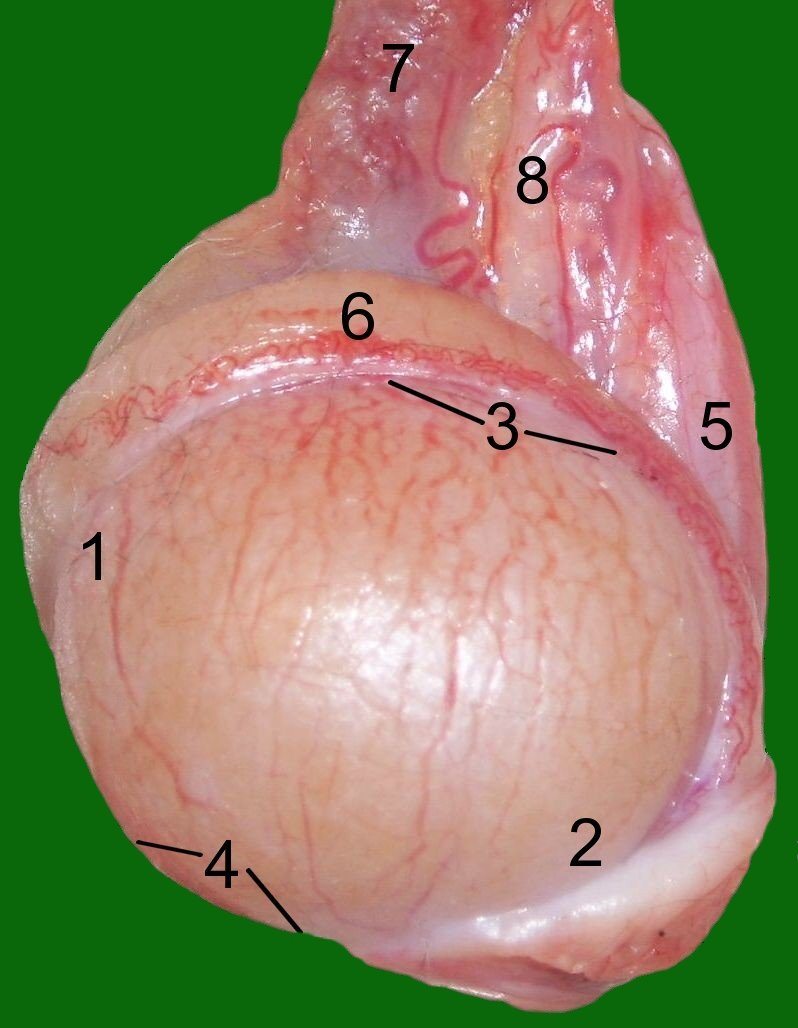
猫的睾丸
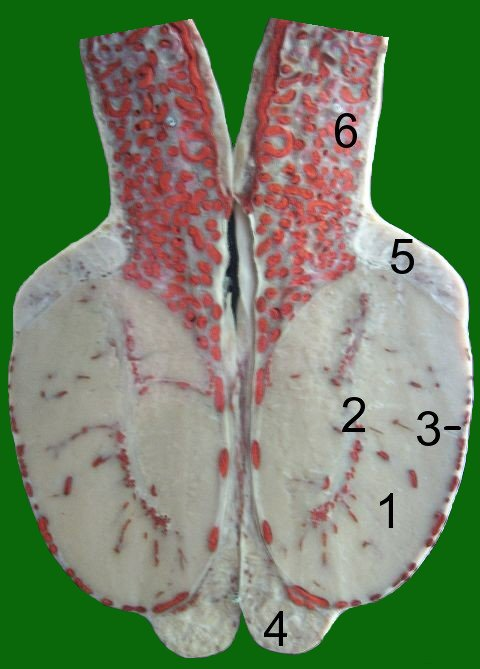
公牛的睾丸

鸟类精巢的大小随生殖周期变化。春季鸟类进入繁殖期，精巢的体积会增大很多，如欧椋鸟的精巢在繁殖期比平时增大1500倍。公鸡其睾丸温度高达40-41摄氏度，接近于体核温度。 其睾丸富含热休克蛋白 A2 (HSPA2)等特点使鸟类的睾丸无需下降到阴囊以寻求降温。
大多数雄性鱼有两个大小相似的精巢，由精巢系膜悬挂于腹腔内，脊柱两侧，呈长扁平形、乳白色。软骨鱼（鲨鱼）的精巢位于体腔前部，右侧睾丸通常较大。原始无颌鱼（七鳃鳗）成体只有一个睾丸，位于身体的中线。白膜是硬骨鱼坚硬的膜状外壳下的睾丸。大多数鱼类没有输精管，精子是在称为精子壶腹的球形结构中产生的。这些是季节性结构，其内容物在繁殖季节释放，然后被身体重新吸收。
两栖类的精巢形状与动物的体系相关，如蚓螈的生殖腺呈条带形；无尾类的生殖腺呈卵圆形（青蛙）或短柱状（蟾蜍）。
对于大多数昆虫而言，睾丸可能位于腹部肠道下方或上方，通常位于身体中线附近。蚂蚁的精巢位于腹部第四、五节之间，是由一对或多对细长的管状结构组成，每个精巢管的顶端有一个精原细胞，他们可以不断的分裂产生精子。精子在精巢管内发育成熟，然后通过一条输精管输送到精囊中。不同昆虫的生殖系统间可能有较大的形态差异，在一些鳞翅目动物的变态过程中，两个睾丸可能会融合为一个。丛林蟋蟀有着相对最大的睾丸——平均重 70 毫克，约占其体重的 14%。
蚯蚓为雌雄同体异体交配，雄性生殖器和雌性生殖器存在于同一个体上，既能产生精子又能产生卵子。其中雄性生殖器官包括精巢2对，很小，位于第10及11体节内的精巢囊内，精漏斗2对，仅靠精巢下方，前端膨大，口具纤毛，后接细的输精管。精巢囊与其后第11及12体节内的贮精囊相通，贮精囊内充满营养液。精巢产生精细胞后，先入贮精囊内发育，待形成精子后，再回到精巢囊，经精漏斗由输精管输出。
雄性小龙虾有一个精巢，位于胃的后方、心脏之前、肝胰脏之上。精巢的大小和颜色随着繁殖季节变化：未成熟的精巢呈白色细条状，成熟的精巢呈淡黄色的纺锤型，后者体积较前者大数倍到数十倍不等。